# Freycinetia coxii
Freycinetia coxii är en enhjärtbladig växtart som beskrevs av Huynh. Freycinetia coxii ingår i släktet Freycinetia och familjen Pandanaceae.
Artens utbredningsområde är Samoa. Inga underarter finns listade.